# Otto III van Olomouc
Otto III van Olomouc (circa 1122 – 12 mei 1160) was van 1140 tot 1160 hertog van Olomouc, een van de drie hertogdommen in Moravië.

## Levensloop
Hij was de enige zoon van hertog Otto II van Olomouc en Sophie van Berg-Schelklingen, een dochter van graaf Hendrik I van Berg. Hij bracht zijn jeugd door in Rusland, waar zijn gezin in ballingschap leefde.
In 1140 werd hij door hertog Wladislaus II van Bohemen benoemd tot hertog van Olomouc, waarna Otto terugkeerde naar Moravië. Otto wou echter ook de Boheemse troon en kwam samen met zijn peetvader Koenraad II van Znojmo in opstand tegen hertog Wladislaus II.
In 1142 versloegen de legers van Otto en Koenraad Wladislaus, die daarna verjaagd werd. Wladislaus kreeg echter de steun van Koenraad III en kon in 1143 Praag innemen. In tegenstelling tot Koenraad II van Znojmo besloot Otto zich te verzoenen met Wladislaus II, waarna hij in 1144 het hertogdom Olomouc terugkreeg. Tot aan zijn dood in 1160 bleef Otto trouw aan Wladislaus en in 1147 nam hij deel aan de Tweede Kruistocht.
Hij huwde met een zekere Durancia, wier afkomst onbekend is. Samen hadden ze vijf kinderen:
- Swatawa († 1151);
- Vladimir (1145-1200);
- Břetislav († voor 1201);
- Hedwig († 1160);
- Maria.